# Barraca A-14
La barraca A-14, és una barraca de vinya del municipi de Subirats (Alt Penedès), situada al bosc de Can Mata del Racó.
És una construcció aixecada en pedra seca, de planta circular i forma troncocònica, de 3,40 m de diàmetre a la base i una alçada màxima de 2,65 m. La construcció és de la tipologia de sostre de falsa cúpula. El portal, de llinda plana, està orientat al sud, té una alçada de 128 cm, una amplada de 46 cm i un gruix de 80 cm, amb una porta de fusta. Té un cocó i una paret adossada al lateral esquerra. Parets exteriors molt atalussades, amb una esllavissada exterior al costat est.